# Kruki (okręg szawelski)
Kruki (lit. Kriukai) – miasteczko na Litwie, położone w okręgu szawelskim i w rejonie janiskim, w pobliżu granicy z Łotwą. Liczy 602 mieszkańców (2001).